# Dendropanax australis
Dendropanax australis är en araliaväxtart som beskrevs av Fiaschi och Jung-mend. Dendropanax australis ingår i släktet Dendropanax och familjen Araliaceae. Inga underarter finns listade.